# Paso huanquilla
El paso huanquilla (en quechua: wanka -piedra sagrada- y killa -la Luna-) es una danza ritual de origen preinca, practicada ampliamente en la parte central de la zona de los Conchucos, dentro de las provincias de Asunción y Carlos Fermín Fitzcarrald, en la región peruana de  Áncash.
Declarada como Patrimonio Cultural de la Nación en 2009.

## Orígenes
En Pomabamba se practica la danza wanka, muy parecida en melodías, número de integrantes y movimientos al huankilla, por lo que se infiere que estas danzas proceden de una danza primigenia más antigua de época preinca, la cual fue practicada en la zona central de Conchucos por los huaris y piscopampas, grupos étnicos cuyos orígenes se remontan al 600 d. C.[cita requerida]

## Miembros y vestimenta

Los grupos étnicos huari y piscompampa practicaron una danza en común que originó las variantes del wankilla y wanka durante la época inca y en la colonia.

La danza se conforma por varones, entre diez a doce, repartidos en dos columnas: un caporal, dos guiadores y bailarines, denominados traseros, que van tras los guiadores.
- Caporal: Es el que dirige la danza y sus cambios de ritmo. Actúa separado del grupo y siempre se dirige hacia adelante. Este personaje representa al antiguo sacerdote preinca, dedicado al culto de los dioses tutelares, en este caso el sol y la luna. Su vestimenta se diferencia de los demás por llevar un sombrero en lugar de una monterilla de plumas y una levita o frac que en los demás solo es un chaleco de seda roja o azul.
- Guiadores: Son cabeza de ambas filas, según la historiadora María Amez Márquez, debieron ser sacerdote o jefes de etnias o ayllus de una misma comunidad. Visten pantalón y capa azulina elaborado con tela satinada y diferentes adornos, entre ellos cascabeles que suenan al compás del arpa y el violín, también llevan una correa con detalles dorados, una camisa blanca, monterilla con adornos en lana de diferentes colores, además de coloridas plumillas.[1]
- Traseros: diez parejas que acompañan la comparza con pañuelos, monterillas y broqueles.
- Músicos: dos violinistas y un arpista.

## Desarrollo y mudanzas
Al sonido de arpas y violines, la coreografía establece que el caporal, con un lloque o broquel en la mano simboliza el poder y el mando, hace que los bailarines retrocedan al dividirlos en dos filas. Al final de la actuación, las otras figuras se abalanzan sobre el caporal, en una especie de reto de baile, al cual debe responder el caporal, acompañándolos hasta la primera fila, esta mudanza combina destreza en el zapateo, elegancia en el desplazamiento y coordinación entre los tres bailarines.
En Chacas se practican tres mudanzas o coreografías:
- Tushupakuy: En esta coreografía destaca la elegancia en el danzar del caporal y los guiadores, mientras que los traseros acompañan a un ritmo más lento.
- Rueda: Se ejecuta en cada esquina de la plaza de armas. Los bailarines se unen en una sola línea y el caporal va en sentido contrario a ellos, esta mudanza destaca por el zapateo continuo en ida y retroceso de todos los integrantes.
- Iglesia, adoración o corazón: Con la finalidad de adorar al santo patrón, el ritmo de esta coreografía tiene similitud con el tushupakuy.

## Patrimonio Cultural de la Nación
«Declara Patrimonio Cultural de la Nación a la danza Paso Huanquilla en tanto se trata de una representación que, por su historia, la originalidad de su coreografía y de su música, constituye un valioso elemento del patrimonio cultural inmaterial de la región Áncash que contribuye a la afirmación de la identidad colectiva regional y nacional.»
 Texto declaratorio de Patrimonio Cultural en 2009.